# 56. Internationale Sechstagefahrt

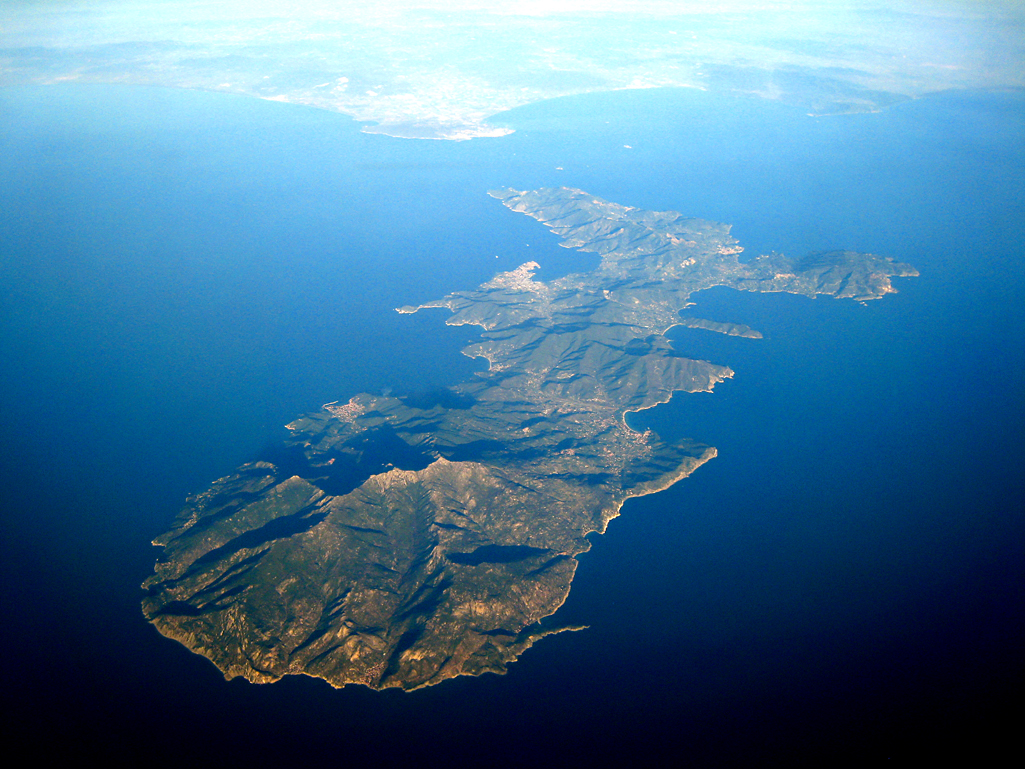
Elba, Veranstaltungsort der 56. Internationalen Sechstagefahrt

Die 56. Internationale Sechstagefahrt war die Mannschaftsweltmeisterschaft im Endurosport und fand vom 5. bis 10. Oktober 1981 auf der italienischen Insel Elba statt. Die Nationalmannschaften des Gastgebers Italien konnten zum insgesamt fünften sowie dritten Mal in Folge die World Trophy sowie zum sechsten Mal die Silbervase gewinnen.

## Wettkampf

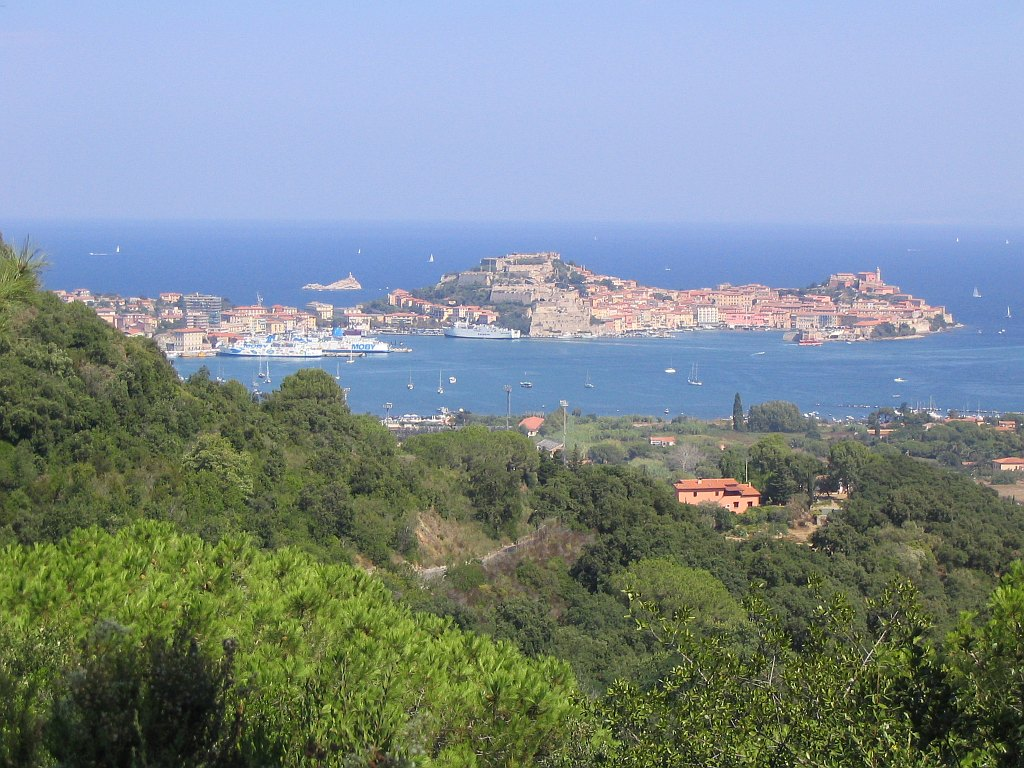
Portoferraio, Start- und Zielort der einzelnen Etappen. Parc fermé und das Fahrerlager befanden sich im Hafen (am Fähranleger in Bildmitte, links)

### Organisation
Die Veranstaltung fand nach der 13. (1931), 14. (1932), 23. (1948), 26. (1951), 43. (1968) und 49. Internationalen Sechstagefahrt (1974) bereits zum siebten Mal in Italien statt.
Am Wettkampf nahmen 13 Teams für die World Trophy, 18 für Silbervase, jeweils 43 Club- und Fabrikmannschaften sowie ein Einzelstarter (Venezuela) aus insgesamt 21 Nationen teil.
BRD, DDR, Österreich und die Schweiz nahmen jeweils an World Trophy und Silbervase teil. Zudem nahmen acht bundesdeutsche, drei österreichische und zwei Schweizer Clubmannschaften teil.
An jedem der ersten fünf Fahrtage waren eine Beschleunigungsprüfung über 200 Meter auf Asphalt sowie zwei Moto-Cross-Prüfungen zu fahren. Während der gesamten Dauer der Veranstaltung blieb es niederschlagsfrei.

### 1. Tag
246 Fahrer nahmen den Wettkampf auf. Die Tagesetappe führte in drei Runden über insgesamt 301,4 Kilometer.
In der Wertung um die World Trophy führte die Mannschaft des Gastgebers Italien vor der Bundesrepublik Deutschland und der Tschechoslowakei. Die Mannschaft der DDR belegte den 6. Platz, die Schweiz und Österreich belegten den 8 bzw. 10. Platz.
Bei der Silbervasen-Wertung führte die Mannschaft der Bundesrepublik Deutschland vor Italien und der der Tschechoslowakei. In der Silbervasen-Mannschaft der DDR verlor Harald Sturm viel Zeit infolge eines technischen Defekts an seiner MZ: Die Einlassmembran brach und alle Einzelteile wurden in das Motorinnere gesaugt. Nur mit Bordwerkzeug ausgerüstet nahm er den luftgekühlten Zylinder ab, wechselte den Kolben (der regelkonform vom Begleitfahrzeug ausgebaut wurde), die Einlassmembran und setzte den Zylinder wieder auf. Er schaffte dies innerhalb von 57 Minuten, hatte am Ende des Tages noch 50 Minuten Verspätung und blieb damit im Wettbewerb. Vorerst stand für die Mannschaft in der Wertung der 16. und damit letzte Platz zu Buche. − Am Ende des Fahrtags führte Sturm die Reparatur zur Sicherheit noch einmal fachgemäß mit entsprechendem Spezialwerkzeug durch.

### 2. Tag
Die Streckenlänge betrug 205,6 Kilometer in zwei identischen Runden.
Nach dem zweiten Fahrtag ergaben sich in der World Trophy bei den ersten drei Platzierungen keine Änderungen, es führte die Mannschaft Italiens vor der BRD und der ČSSR. Die DDR belegte weiter den 6., die Schweiz den 8. und Österreich den 10. Platz.
Im Wettbewerb um die Silbervase übernahm die Mannschaft Italiens die Führung vor der Bundesrepublik Deutschland und San Marino.

### 3. Tag
Am dritten Fahrtag waren wieder drei Runden, insgesamt 292,3 Kilometer zu absolvieren.
In der World Trophy führte nach wie vor die Mannschaft Italiens vor der Bundesrepublik Deutschland und der Tschechoslowakei. Die Mannschaft der DDR verbesserte sich auf den 5., die Schweiz auf den 7. Platz. Die Mannschaft Österreichs belegte weiter den 10. Platz.
In der Wertung um die Silbervase führte die Mannschaft Italiens vor der BRD und der Tschechoslowakei.

### 4. Tag
Am vierten Tag waren 192,6 Kilometer in zwei Runden zu fahren.
Nach dem vierten Fahrtag führte in der World Trophy unverändert die Mannschaft Italiens vor der Bundesrepublik Deutschland und der Tschechoslowakei. Die Mannschaft der DDR verbesserte sich auf den 4. Platz. Die Mannschaften der Schweiz und Österreichs belegten nach wie vor Platz 7 bzw. 10.
In der Silbervasen-Wertung ergaben sich auf den ersten drei Plätzen keine Veränderungen. Es führte die Mannschaft Italiens vor der Bundesrepublik Deutschland und der Tschechoslowakei.
Sieben Fahrer schieden aus dem Wettbewerb aus.

### 5. Tag
Die Strecke des fünften Fahrtags war 268,5 Kilometer lang.
Die Zwischenstände nach dem fünften Fahrtag: In der World-Trophy-Wertung führte nach wie vor die Mannschaft Italiens vor der Bundesrepublik Deutschland und der Tschechoslowakei. Die Mannschaft der DDR behauptete Platz 4, die Schweiz Platz 7. Die Mannschaft Österreichs hatte eine Fahrerausfall zu verzeichnen und rutschte damit aus den Top Ten.
In der Wertung um die Silbervase ergaben sich unter den ersten drei Platzierungen ebenfalls keine Veränderungen. Es führte nach wie vor die Mannschaft Italiens vor der Bundesrepublik Deutschland und der Tschechoslowakei.

### 6. Tag
Am letzten Tag wurde eine kurze Etappe im Gelände über 67,2 Kilometer gefahren.
Der tschechoslowakische World-Trophy-Fahrer Emil Čunderlík konnte seine Jawa 250 am Start nicht in Gang bringen. Das bis dahin in der Wertung an dritter Stelle liegende Team fiel dadurch aussichtslos zurück.
Das Abschlussrennen war ein Rundkurs auf dem Flugplatz Marina di Campo der Insel bei La Pila statt. Die Strecke von 2,5 Kilometern Länge war mindestens sechsmal in weniger als 22 Minuten zu absolvieren. Für jede dabei nicht erfüllte Runde wurde der Fahrer mit 250 Punkten belegt. Je Klasse setzte der Fahrer mit der schnellsten Zeit die Nullzeit. Gefahren wurde in insgesamt zwölf Gruppen.
Im Rennen stürzte in dichtem Gedränge der italienische World-Trophy-Fahrer Augusto Taiocchi mit seiner KTM 500 und wurde sogar von mehreren Fahrern angefahren bis überrollt. Er konnte das Rennen jedoch weiterfahren und sicherte seiner Mannschaft damit den Gesamtsieg.
Von 346 am ersten Tag gestarteten Fahrern erreichten 317 das Ziel.

## Endergebnisse

### World Trophy
| Platz | Team                            | Punkte     |
| ----- | ------------------------------- | ---------- |
| 1.    | Italien                         | 698,29     |
| 2.    | BR Deutschland                  | 853,44     |
| 3.    | Deutsche Demokratische Republik | 1.957,89   |
| 4.    | Vereinigte Staaten              | 2.033,72   |
| 5.    | Schweden                        | 2.167,19   |
| 6.    | Niederlande                     | 3.137,66   |
| 7.    | Finnland                        | 3.888,60   |
| 8.    | Schweiz                         | 5.332,61   |
| 9.    | Mexiko                          | 14.704,75  |
| 10.   | Tschechoslowakei                | 16.428,04  |
| 11.   | Österreich                      | 33.697,09  |
| 12.   | Australien                      | 79.638,70  |
| 13.   | Vereinigtes Königreich          | 108.286,79 |

### Silbervase
| Platz | Team                            | Punkte    |
| ----- | ------------------------------- | --------- |
| 1.    | Italien                         | 534,45    |
| 2.    | BR Deutschland                  | 950,57    |
| 3.    | Tschechoslowakei                | 1.120,17  |
| 4.    | Niederlande                     | 1.242,33  |
| 5.    | Vereinigte Staaten              | 1.390,92  |
| 6.    | Vereinigtes Königreich          | 1.850,35  |
| 7.    | Australien                      | 1.879,81  |
| 8.    | San Marino                      | 1.886,05  |
| 9.    | Spanien                         | 1.988,34  |
| 10.   | Polen                           | 2.024,14  |
| 11.   | Belgien                         | 2.398,70  |
| 12.   | Österreich                      | 3.858,18  |
| 13.   | Deutsche Demokratische Republik | 4.283,81  |
| 14.   | Schweden                        | 4.472,12  |
| 15.   | Schweiz                         | 4.617,65  |
| 16.   | Kanada                          | 47.824,29 |
| 17.   | Frankreich                      | 61.354,31 |
| 18.   | Mexiko                          | 74.084,29 |

### Fabrik-Mannschaften
| Platz | Team          |
| ----- | ------------- |
| 1.    | Fantic        |
| 2.    | Zündapp       |
| 3.    | Puch-Frigerio |
| 4.    | Maico         |
| 5.    | SWM           |

### Club-Mannschaften
| Platz | Team             |
| ----- | ---------------- |
| 1.    | Italien I        |
| 2.    | Italien II       |
| 3.    | MC Costa Volpino |
| 4.    | ADAC München I   |

### Einzelwertung
| Klasse                  | Starter | Gold | Silber | Bronze | Ausfall/Disqualifikation | Klassensieger (Motorrad)     | Punkte   |
| ----------------------- | ------- | ---- | ------ | ------ | ------------------------ | ---------------------------- | -------- |
| bis 80 cm³ (Zweitakt)   | 23      | 16   | 4      | 0      | 3                        | Edi Orioli (AIM)             | 5.320,26 |
| bis 125 cm³ (Zweitakt)  | 59      | 26   | 24     | 2      | 7                        | Gualtiero Brissoni (Fantic)  | 5.069,33 |
| bis 175 cm³ (Zweitakt)  | 53      | 28   | 19     | 5      | 1                        | Klaus-Bernd Kreutz (Zündapp) | 5.104,09 |
| bis 250 cm³ (Zweitakt)  | 95      | 43   | 36     | 9      | 7                        | Alessandro Gritti (Kramer)   | 5.064,60 |
| bis 500 cm³ (Zweitakt)  | 100     | 58   | 32     | 6      | 4                        | Guglielmo Andreini (Maico)   | 5.088,11 |
| über 500 cm³ (Viertakt) | 19      | 8    | 2      | 3      | 6                        | Gerrit Wolsink (Honda)       | 5.369,61 |

## Teilnehmer
| Staat                           | World Trophy Team | Silbervase Team | Club-Teams |
| ------------------------------- | --- | --- | --- |
| Australien                      | Murray Watts (Husqvarna 125) Peter Savige (Yamaha 175) Jeff Dawson (Yamaha 250) Howard Pepperell (KTM 250) Laurie Alderton (Maico 490) Peter Payne (Yamaha 465)                           | Philip Lovett (KTM 125) Allan Cunningham (Husqvarna 250) Mark Chapman (KTM 250) Geoffrey Ballard (Maico 500)                          | AccA Team Australia |
| Belgien                         | | Pierre Fraiqin (KTM 250) Serge Butil (KTM 250) Stefan Slechten (KTM 250) Bernard Laturon (KTM 500)                                    | R.M.D.C. Dison |
| BR Deutschland                  | Heino Büse (Maico 500) Jürgen Grisse (Zündapp 80) Hans-Werner Pohl (Honda 501) Klaus-Bernd Kreutz (Zündapp 175) Arnulf Teuchert (Hercules 80) Bert von Zitzewitz (Maico 250)              | Bernhard Brinkmann (KTM 125) Walter Pohlenz (KTM 500) Richard Spitznagel (KTM 250) Harald Strößenreuther (KTM 125)                    | ADAC München 1 ADAC München 2 ADAC München 3 ADAC München 4 ADAC München 5 ADAC München 6 DMV Frankfurt 1 DMV Frankfurt 2                                         |
| Deutsche Demokratische Republik | Horst Geißenhöner (Simson 80) Bernd Lämmel (Simson 80) Steffen Mauersberger (Simson 80) Rolf Hübler (Simson 175) Reinhard Klädtke (MZ 250) Manfred Jäger (MZ 500)                         | Harald Sturm (MZ 250) Frank Schubert (MZ 250) Jens Scheffler (MZ 350) Jochen Schützler (MZ 350)                                       | |
| Finnland                        | Antti Juho Kemppainen (KTM 125) Seppo Leino (KTM 125) Mika Ahola (KTM 175) Seppo Suominen (KTM 250) Petri Myllys (KTM 250) Tomi Ahola (KTM 500)                                           | | |
| Frankreich                      | | Yann Kervella (KTM 125) Pascal Poyard (Fantic 125) Philippe Augier (KTM 250) Gilles Francru (KTM 500)                                 | Moto Club Fancia |
| Italien                         | Gualtiero Brissoni (Fantic 125) Luigi Medardo (SWM 175) Alessandro Gritti (Kramer 250) Franco Gualdi (SWM 250) Augusto Taiocchi (KTM 500) Gianangelo Croci (SWM 500)                      | Angelo Signorelli (Fantic 80) Andrea Marinoni (Zündapp 125) Cesare Bernardi (Puch 175) G. Piero Findanno (KTM 250)                    | M.C. Italia 1 M.C. Italia 2 M.C. Bergamo M.C. Bergamo I.P.A. Seriate M.C. Costa Volpino M.C. L’Italica Ass.Ni Careter M.C. Morena M.C. S. Remo M.C. Sebino Marone |
| Kanada                          | | Jamie Stevens (Yamaha 175) Craig Kennedy (Can-Am 250) Blair Sharpelles (Can-Am 250) Ron Matthews (Can-Am 500)                         | Canada M.C. |
| Mexiko                          | Jose Luis de Alba (Husqvarna 125) Luis Otero (Husqvarna 175) Hernan Reyes (Husqvarna 250) Placiso Ganzales (Husqvarna 250) Carlos Henkel (Husqvarna 430) Guillerno Romero (Husqvarna 430) | Jorge Octavio de Alba (Husqvarna 250) Froylan Pastrana (Husqvarna 430) Eduardo Henkel (Husqvarna 430) Antonio Serrano (Husqvarna 430) | |
| Niederlande                     | Joop Staman (SWM 125) Herman van Hoegee (SWM 175) Anne Kies (KTM 250) G. Jan Thijhuis (SWM 250) Jan ten Velde (KTM 250) Henk Poorte (Montesa 360)                                         | Gerard Rond (KTM 420) Simon Schram (SWM 440) Gertie Aaltink (Maico 440) Gerrit Wolsink (Honda 501)                                    | M.C. Olanda (2 Fahrer) (b) |
| Österreich                      | Johann Sommerauer (Puch 80) Helmut Frauwallner (Puch 175) Heinz Kinigadner (Puch 250) Franz Schweighofer (Puch 250) Hans Kinigadner (Puch 250) Walter Leitgeb (Puch 501)                  | Johann Danzinger (KTM 175) Wolfgang Edlinger (KTM 500) Rudolf Promberger (KTM 500) Johann Lebsinger (KTM 500)                         | Team ÖAMTC 1 Team ÖAMTC 2 Team ÖAMTC 3 |
| Polen                           | | Zbigniew Klujszo (Simson 80) Stanislaw Olszewski (Simson 80) Ryszard Gancewski (Simson 125) Krzysztof Serwin (Simson 125)             | PZM Warszawa |
| San Marino                      | | Paolo Canavese (KTM 125) Bruno Rebuli (Puch 175) Pier Angelo Buscarini (KTM 250) Biordi Corrado (KTM 500)                             | |
| Spanien                         | | José Piella (SWM 80) Juan Cananasas (SWM 80) Guillermo Moreno (SWM 250) José Pibernat (SWM 250)                                       | M.C. Pedrisa |
| Schweden                        | Lars Pärnebjörg (Husqvarna 125) Bo Lindbom (Husqvarna 250) Per Grönberg (Yamaha 500) Svenerik Jönsson (Husqvarna 500) Torbjörn Jansson (Maico 500) Steve Tell (Yamaha 504)                | Dag Edlund (Husqvarna 175) Magnus Jacobsson (Husqvarna 250) Thomas Gustavsson (Husqvarna 500) Nils-Erik Zell (Yamaha 500)             | Kungsbacka Motoramatorer SMI MK Team 1 SMI MK Team 2 SMK Orebro Western Reser                                                                                     |
| Schweiz                         | Pascal Pouly (KTM 125) Bruno Schmidli (KTM 125) Tony Kalberer (KTM 125) Jean-Jaques Loup (KTM 175) Theodor Haflinger (KTM 250) Walter Kalberer (KTM 500)                                  | Hans-Rudolf Hausmann (SWM 125) André Tharin (SWM 175) Hans Meister (SWM 175) Walter Frei (SWM 250)                                    | FMS Schweiz 1 FMS Schweiz 2 |
| Tschechoslowakei                | Jiři Císař (Jawa-Ogar 125) Zdeněk Bělský (Jawa-Ogar 175) Emil Čunderlík (Jawa 250) Stanislav Zloch (Jawa 500) Jiří Posik (Jawa 500) Jozef Chovančík (Jawa 500)                            | Josef Machachek (Jawa-Ogar 175) Vladimir Janous (Jawa-Ogar 175) Miroslav Pokorny (Jawa 500) Josef Malek (Jawa 500)                    | ASVS Dukla Praha SVS RH Praha SVS Svarzam Povazska Bystrica SVS Svarzam Praha                                                                                     |
| Venezuela                       | | | 1 Einzelfahrer |
| Vereinigtes Königreich          | Alan Brick (SWM 80) Dave Jeremiah (SWM 175) Andre Zembrzuski (KTM 250) Arthur Browning (SWM 250) John Knight (KTM 500) Ian Thompson (Maico 500)                                           | Neill Buttery (KTM 125) Derrick Edmondson (SWM 175) Geraint Jones (Maico 500) John May (SWM 500)                                      | A.C.U. Club Team (1 Fahrer) (a) Army M.C.A. M.C.C. of Wales South Liverpool MCC                                                                                   |
| Vereinigte Staaten              | Mike Rosso (Suzuki 175) Mike Melton (Husqvarna 250) Jeff Fredette (Suzuki 250) Frank Stacy (Suzuki 250) Terry Cunningham (Husqvarna 500) Carl Cranke (KTM 500)                            | John Martin (Can-Am 250) Larry Roeseler (Yamaha 500) Frank Gallo (KTM 500) Kevin Lavole (KTM 500)                                     | Amherst Meadolarks MC MT Baker MC Norseman MC Perry Mountain MC R.M. Wheeler Racing Team                                                                          |
| Sambia                          | | | Zambian Motorsports Association (2 Fahrer) (b) |